# Liste senegalesischer Schriftsteller
Die Liste senegalesischer Schriftsteller enthält bekannte Autoren, die im westafrikanischen Senegal geboren wurden oder leben.
- Maïmouna Abdoulaye (* 1949)
- Christine Adjahi Gnimagnon (* 1945), auch Benin
- Berthe-Evelyne Agbo, auch Benin
- Emilie Anifranie Ehah, auch Togo
- Clotilde Armstrong (* 1929)
- Mariama Bâ (1929–1981)
- Mariama Barry, auch Guinea
- Sokhna Benga (* 1967)
- Jacqueline Fatima Bocoum
- Ken Bugul (* 1947)
- Francy Brethenoux-Seguin
- Aïssatou Cissé (* 1971)
- Aïssatou Cissokho
- Aïssatou Diagne Deme
- Nafissatou Dia Diouf (* 1973)
- Lamine Diakhaté (1928–1987)
- Nafissatou Niang Diallo (1941–1982)
- Aïssatou Diam
- Mame Younousse Dieng (1939–2016)
- Aminata Sophie Dièye (* 1973)
- Fatou Diome (* 1968)
- Birago Diop (1906–1989)
- Boubacar Boris Diop (* 1946)
- Cheikh Anta Diop (1923–1986)
- Coumba Diouf
- Aïsha Diouri (* 1974)
- Khadi Fall (* 1948)
- Kimé Dirama Fall
- Absa Gassama
- Khadidjatou (Khady) Hane (* 1962)
- Sylvie Kande, geboren in Frankreich
- Cheikh Hamidou Kane (* 1928)
- Mbaye Gana Kébé (1936–2013)
- Ayavi Lake (* 1980)
- Aminata Maïga Ka (1940–2005)
- Tita Mandeleau (* 1937)
- Annette Mbaye d’Erneville (* 1926)
- Ndiaye Ibrahima
- Ndèye Comba Mbengue Diakhaté
- Diana Mordasini
- Aminata Ndiaye (* 1974)
- Catherine N’Diaye (* 1952)
- Marie NDiaye (* 1967), geboren in Frankreich
- Fatou Ndiaye Sow (1937–2004)
- Ndèye Doury Ndiaye (* 1936)
- Abasse Ndione (1946–2024)
- Mariama Ndoye (* 1953)
- Anne Marie Niane (* 1950), geboren in Vietnam
- Djibril Tamsir Niane (* 1932), auch Guinea, wo er geboren ist
- Mame Bassine Niang (* 1951)
- Fatou Niang Siga (* 1932)
- Sembène Ousmane (1923–2007)
- Valérie Pascaud-Junot, geboren in Frankreich
- Anne Piette (* 1943), geboren in Frankreich
- Mama Seck Mbacke
- Abdoulaye Sadji (1910–1961)
- Mohamed Mbougar Sarr (* 1990)
- Ousmane Sembène (1923–2007)
- Fama Diagne Sène (* 1969)
- Léopold Sédar Senghor (1906–2001)
- Aminata Sow Fall (* 1941)
- Amina Sow Mbaye (* 1937)
- Khady Sylla (1963–2013)
- Awa Thiam (* 1950)
- Abibatou Traoré (* 1973)
- Marie Rose Turpin (* 1957)
- Myriam Warner Vieyra (* 1939), geboren in Guadeloupe